# Mycetophila patagonica
Mycetophila patagonica är en tvåvingeart som beskrevs av Duret 1979. Mycetophila patagonica ingår i släktet Mycetophila och familjen svampmyggor. Inga underarter finns listade i Catalogue of Life.